# Parectopa lithocolletina
Parectopa lithocolletina är en fjärilsart som först beskrevs av Philipp Christoph Zeller 1877.  Parectopa lithocolletina ingår i släktet Parectopa och familjen styltmalar.
Artens utbredningsområde är Colombia. Inga underarter finns listade i Catalogue of Life.